# سیارک ۱۱۳۵۶
سیارک ۱۱۳۵۶ (به انگلیسی: 11356 Chuckjones، نامگذاری:1997YA) یازده هزار و سیصد و پنجاه و ششمین سیارک کشف شده‌است که در ۱۸ دسامبر ۱۹۹۷ کشف شد.
قدر مطلق سیارک برابر ۱۳٫۲۰ است.